# Ото I (Хесен)
Вижте пояснителната страница за други личности с името Ото I.
Ото I (на немски: Otto I, * 1272, † 17 януари 1328, Касел) e ландграф на Хесен, на Горен Хесен (1308 – 1328) и на Долен Хесен (1311 до 1328).

## Биография
Той е син на ландграф Хайнрих I от Хесен († 21 декември 1308) и първата му съпруга Аделхайд от Брауншвайг († 12 юни 1274), дъщеря на Ото I херцог на Брауншвайг-Люнебург от род Велфи и на Матилда от Бранденбург, дъщеря на Албрехт II, маркграф на Бранденбург от фамилията Аскани.
След смъртта на баща му Ото управлява от 1308 г. в Горен Хесен с главен град Марбург, а неговият полубрат Йохан († 1311) получава Долен Хесен с главен град Касел. След смъртта на Йохан през 1311 г. Ото получава и неговата част от ландграфството и го обединява отново в едно. Той резидира в Марбург и в Касел.
Ото умира на 17 януари 1328 г. в Касел и е погребан в манастир Ахнаберг. Последван е от синът му Хайнрих II.

## Фамилия
Със съпругата си от ок. 1297 г. Аделхайд фон Равенсберг (* 1270, † 1335/1339), дъщеря на граф Ото III фон Равенсберг († 5 март 1306) и Хедвиг фон Липе (* 1238, † 5 март 1315), дъщеря на Бернхард III, господар на господство Липе († 1265), той има пет деца:
- Хайнрих II, „Железния“ (* пр. 1302, † 1376), 1328 – 1376 ландграф на Хесен
- Ото (* 1301, † 1361), от 1331 архиепископ на Магдебург
- Лудвиг Юнкер (* 1305, † 1345), господар на замък Гребенщайн, баща на ландграф Херман II Учения
- Херман I († 1368/1370), господар на замъците Нордек и Гребенщайн („Блажен“, „Seyligin“ по документ от 12 юли 1370).
- Елизабет († 30 май 1373), омъжена 1346 г. за херцог Рудолф II от Саксония-Витенберг († 6 декември 1370).